# Samóilovo
Samóilovo (en rus: Самойлово) és un poble de l'óblast de Leningrad, a Rússia, pertany al districte rural de Boksitogorski. El 2017 tenia 185 habitants.